# Crustulina erythropus
Crustulina erythropus là một loài nhện trong họ Theridiidae.
Loài này thuộc chi Crustulina. Crustulina erythropus được Hippolyte Lucas miêu tả năm 1846.